# 那加石山町
那加石山町（なかいしやまちょう）は、岐阜県各務原市の地名。現行行政町名は那加石山町一丁目、二丁目。

## 地理
各務原市の那加地区に属する。
町域の東部は那加野畑町、西部は那加長塚町、南部は那加新田町、北部は那加手力町に接する。
地名は那加長塚町の小字である「石山前」に因む。
道路
- 県道152号岐阜各務原線
- いちょう通り

## 歴史
この地域一帯が那加西部土地改良区として区画整理され、1978年（昭和53年）1月31日、那加長塚町の一部と那加山後町の一部をもって那加石山町が成立。

## 世帯数と人口
2024年（令和6年）10月1日現在の世帯数と人口は以下の通りである。
| 丁目             | 世帯数  | 人口  |
| ---------------- | ------- | ----- |
| 那加石山町一丁目 | 104世帯 | 279人 |
| 那加石山町二丁目 | 174世帯 | 343人 |
| 計               | 278世帯 | 622人 |

## 小・中学校の学区
市立小・中学校に通う場合、学区は以下の通りとなる。尚、那加石山町の自治会は山後町自治会（那加山後町、那加石山町）である。
| 番・番地等 | 小学校                   | 中学校               |
| ---------- | ------------------------ | -------------------- |
| 全域       | 各務原市立那加第一小学校 | 各務原市立那加中学校 |

## 交通
- 各務原市ふれあいバス那加線